# الهيئة الاستشارية للأحزاب السياسية (إندونيسيا)
الهيئة الاستشارية للأحزاب السياسية (بالإندونيسية: Badan Permusjawaratan Partai-Partai) كان ائتلاف فضفاض من الأحزاب السياسية في إندونيسيا. بدأ حينما عُقد اجتماع تحضيري من شأنه أن يؤدي إلى تشكيل الهيئة الاستشارية للأحزاب السياسية في 27 فبراير 1951. تم إطلاق الهيئة الاستشارية رسميًا في 31 مارس 1951، وتم اعتماد برنامج مشترك للهيئة. كان برنامج الهيئة الاستشارية المشترك قومياً بشكل عام. دعت إلى سياسة خارجية إندونيسية مستقلة، وكسر اتفاق مؤتمر المائدة المستديرة. علاوة على ذلك دعا إلى رفع حالة الحرب، وتأميم الصناعات الرئيسية، والإفراج عن السجناء السياسيين، وإصلاح زراعي، والحق في الإضراب، وإجراء انتخابات سريعة وعودة غرب إيريان (غرب بابوا) إلى إندونيسيا.
كان لـ الهيئة الاستشارية للأحزاب السياسية أحد عشر عضوًا، مثل الحزب الشيوعي الإندونيسي وحركة التعليم الإسلامي والاتحاد الشعبي الإندونيسي وحزب الاتحاد الإسلامي الإندونيسي وحزب العمل وحزب موربا وحزب الفلاحين الإندونيسيين وحزب الشعب الوطني وحزب إندونيسيا الكبرى والحزب القومي الهندي الأوروبي.
في البداية بدا أن الهيئة الاستشارية للأحزاب السياسية ستوفر مكانًا للحزب الشيوعي الإندونيسي لتعاون واسع النطاق مع الحزب الوطني الإندونيسي. إلا أن الحزب الوطني الإندونيسي رفض في النهاية الدعوة للانضمام إلى الهيئة الاستشارية للأحزاب السياسية، وأصبح التحالف بشكل متسارع غير فعال. واصل الحزب الشيوعي من جانبه الإشارة إلى برنامج الهيئة الاستشارية للأحزاب السياسية المشترك كأساس لعمله الموحد في الجبهة، حتى بعد توقفها عن العمل.